# Maleisië op de Olympische Zomerspelen 1984
Maleisië nam deel aan de Olympische Zomerspelen 1984 in Los Angeles, Verenigde Staten. Net als tijdens de vier eerdere deelnames won het land uit Zuidoost-Azië geen medaille.

## Deelnemers en resultaten
(m) = mannen, (v) = vrouwen 

### Atletiek
| Olympiër            | Discipline | Resultaat | Prestatie               |
| ------------------- | ---------- | --------- | ----------------------- |
| Nordin Mohamed Jadi | 200m (m)   | 53e       | serie 2: 5de in 21,88   |
| Nordin Mohamed Jadi | 400m (m)   | 43e       | serie 2: 5de in 47,12   |
| Batulamai Rajakumar | 800m (m)   | 37e       | serie 5: 5de in 1.48,19 |
| Batulamai Rajakumar | 1500m (m)  | 42e       | serie 6: 7de in 3.55,19 |

### Hockey
| Olympiër | Discipline | Resultaat | Prestatie |
| --- | ---------- | --------- | --- |
| Ahmed Fadzil Yahya Atan Foo Keat Seong Sukhvinderjeet Singh Kulwant Michael Chew Sarjit Singh Stephen van Huizen Jagjit Singh Chet Soon Mustafa Karim Kevin Nunis Ow Soon Kooi Tam Chew Seng Shurentheran Murugesan Poon Fook Loke Colin Santa Maria Zulkifli Abbas | mannen     | 11e       | groep A: 5de V van Australië: 0-5 V van India: 1-3 W van Verenigde Staten: 4-1 V van Bondsrepubliek Duitsland: 0-5 V van Spanje: 1-3 9-12de plek: V van Canada: 0-1 11-12de plek: W van Verenigde Staten: 3-3 (9-8) |

| Groep A |                          |             |             |             |             |            |            |            |        |
| #       | Land                     | Wedstrijden | Wedstrijden | Wedstrijden | Wedstrijden | Doelpunten | Doelpunten | Doelpunten | Punten |
| #       | Land                     | G           | W           | G           | V           | V          | T          | Saldo      | Punten |
| 1       | Australië                | 5           | 5           | 0           | 0           | 17         | 4          | +13        | 10     |
| 2       | Bondsrepubliek Duitsland | 5           | 3           | 1           | 1           | 12         | 4          | +8         | 7      |
| 3       | India                    | 5           | 3           | 1           | 1           | 14         | 9          | +5         | 7      |
| 4       | Spanje                   | 5           | 2           | 0           | 3           | 11         | 12         | -1         | 4      |
| 5       | Maleisië                 | 5           | 1           | 0           | 4           | 6          | 17         | -11        | 2      |
| 6       | Verenigde Staten         | 5           | 0           | 0           | 5           | 4          | 18         | -14        | 0      |

| Ronde        | Datum       | Plaats                   | Land      | Score            | Land |
| ------------ | ----------- | ------------------------ | --------- | ---------------- | ---- |
| Groepsfase   |             |                          |           |                  |      |
| 29 juli      | Los Angeles | Australië                | 5-0       | Maleisië         |      |
| 31 juli      | Los Angeles | India                    | 3-1       | Maleisië         |      |
| 2 augustus   | Los Angeles | Maleisië                 | 4-1       | Verenigde Staten |      |
| 4 augustus   | Los Angeles | Bondsrepubliek Duitsland | 5-0       | Maleisië         |      |
| 6 augustus   | Los Angeles | Spanje                   | 3-1       | Maleisië         |      |
| 9-12de plek  |             |                          |           |                  |      |
| 8 augustus   | Los Angeles | Canada                   | 1-0       | Maleisië         |      |
| 11-12de plek |             |                          |           |                  |      |
| 10 augustus  | Los Angeles | Maleisië                 | 3-3 (9-8) | Verenigde Staten |      |

### Schietsport
| Olympiër                | Discipline      | Resultaat | Prestatie  |
| ----------------------- | --------------- | --------- | ---------- |
| Sabiahmad Abdullah Ahad | 50m pistool (m) | 35e       | 537 punten |

### Wielersport
| Olympiër    | Discipline  | Resultaat | Prestatie |
| ----------- | ----------- | --------- | --- |
| Rosman Alwi | sprint (m)  | 19e       | 1ste ronde serie 12: 3de 1ste ronde herkansingen: 1ste in 11,58 2de ronde: V van FRA Vernet 2de ronde herkansingen: V van GBR Barry |
| Rosman Alwi | tijdrit (m) | 20e       | 1.11,03 |

### Zwemmen
| Olympiër   | Discipline          | Resultaat | Prestatie                |
| ---------- | ------------------- | --------- | ------------------------ |
| Helen Chow | 100m vrije slag (v) | 38e       | serie 6: 7de in 1.02,53  |
| Helen Chow | 100m rugslag (v)    | 31e       | serie 3: 8ste in 1.11,30 |
| Helen Chow | 100m schoolslag (v) | 28e       | serie 4: 8ste in 1.18,99 |
| Helen Chow | 200m wisselslag (v) | 22e       | serie 3: 5de in 2.29,25  |